# Xenophaeosphaeria
Xenophaeosphaeria is een monotypisch geslacht van schimmels behorend tot de familie Phaeosphaeriaceae. Het bevat alleen Xenophaeosphaeria grewiae. 